# Public Image Ltd
Public Image Ltd. (сокр. PiL) — британская рок-группа, созданная Джоном Лайдоном в Лондоне в 1978 году; наряду с Лайдоном, — ранее прославившимся под именем Джонни Роттен как вокалист панк-группы Sex Pistols, — первую инкарнацию коллектива составили гитарист Кит Левен, басист Джа Уоббл и барабанщик Джим Уокер. С тех пор состав группы неоднократно менялся, за исключением бессменного лидера - вокалиста Джона Лайдона.
Их ранние работы часто расцениваются как часть самой стимулирующей и инновационной музыки эры постпанка. Их альбом «Metal Box» 1979 года занял 461 место в списке журнала Rolling Stone «500 величайших альбомов всех времён». NME описал Public Image Ltd. как «возможно, первую постпанк-группу».

## История группы

### Создание
Ансамбль был создан Джоном Лайдоном после разрыва с Sex Pistols во время американского турне зимой 1978 года. Бросив своё знаменитое «Вы когда-нибудь чувствовали себя обманутыми?» после исполнения «No Fun» (кавер The Stooges) на бис во время одного из концертов, он ушел со сцены, тем самым ознаменовав свой уход из коллектива. Лайдон к тому времени уже тяготился рамками панк-рока Sex Pistols и намеревался исполнять совершенно другую музыку. По его признанию, он хотел, чтобы «Sex Pistols были концом рок-н-ролла, которым, по его мнению, Sex Pistols и стали, однако, публика этот посыл не восприняла, будучи по большей части стадом маразматичных животных».
Расставшись с Sex Pistols, Роттен какое-то время провёл на Ямайке. Он неоднократно высказывался в своей любви к ямайской музыке регги и даб, что породило слухи о том, что он собирается выпустить сингл в стиле регги. На самом деле, на Ямайке Роттен был близок к тому, чтобы стать вокалистом группы Devo, двое музыкантов которой (Марк Мазерсбау и Боб Касале) находились в том же отеле, что и он. Инициатором такого хода был генеральный директор Virgin Records Ричард Бренсон, предложивший им взять Роттена в качестве вокалиста, пользуясь их нетрезвостью от воздействия марихуаны, которую он же им и предложил выкурить. Оценив всю ситуацию, музыканты отклонили предложение. Сам Роттен во время пребывания там, знакомился с местными музыкантами и помогал им подписать контракт с Virgin.
Вернувшись в Лондон, Лайдон дал своё первое интервью после разрыва с Sex Pistols британскому телевидению, согласившись ответить на вопросы своей давней знакомой телеведущей Джанет Стрит-Портер. В интервью он заявил, что начать работу над новым материалом ему мешает Малькольм Макларен, с которым он в то время разбирался в суде по целому ряду вопросов, в том числе относительно права использовать своей творческий псевдоним — Джонни Роттен. Тем не менее, Роттен приступил к созданию новой группы. Первым к кому он обратился, был его друг Джон Уордл, переименовавший себя в Джа Уоббл из-за своей любви к реггей и дабу, и предложил ему сформировать группу. Они были знакомы с начала 1970-x годов, когда они вместе учились в школе Хакни (он также принадлежал к кругу друзей Лайдона, называемой «Банда Джонов», в неё входили — Джон Лайдон, Джон Уордл и Джон Грей). Уоббл взял на себя обязанности бас-гитариста, хотя на инструменте играть не умел. Лид-гитаристом стал ещё один знакомый Лайдона — Кит Левин, с которым он познакомился, когда Левин играл в The Clash. Барабанщиком стал канадский студент Джим Уолкер, которого нашли по объявлению в газете «Melody Maker». Первые репетиции безымянная группа Лайдона начала проводить в мае 1978 года. В июле Джон официально назвал группу «Public Image» в честь романа Мюриэл Спарк «На публику» (англ. Public Image). Спустя несколько месяцев к названию добавилась приставка и группа стала называться Public Image Limited (с англ. — «Общество с ограниченной ответственностью»).
Джон Лайдон также заявил, что PiL — это его более творческая сторона, в то время как Sex Pistols — его мятежная сторона. Он давно выражал своё предпочтение экспериментальной музыке, когда он давал интервью Томми Вэнсу на радио Capital. Исполнители которым он отдавал предпочтение были: Can, Third Ear Band, Август Пабло, Питер Хэммилл и Питер Тош. По его словам группа должна стать ничем не похожей на Sex Pistols ни музыкально, ни морально.

### First Issue (1978)
Дебютный сингл группы, «Public Image», был выпущен в октябре 1978 года и был хорошо принят, достигнув 9 строчки в британских чартах. Текст песни был написан Лайдоном в то время, пока он все ещё оставался участником Sex Pistols и адресовывалась критикам и Малкольму Макларену.
Вы никогда не слушаете слов, что я говорю
Вы только смотрите на меня
Ради одежды, которую я ношу
Или же когда вам становится особенно интересно
Это должен быть
Цвет моих волос
Общественный имидж
You never listen to a word that I said
You only seen me
For the clothes that I wear
Or did the interest go so much deeper
It must have been
The colour of my hair
The Public Image
После распада Sex Pistols лейбл Virgin Records сконцентрировал своё внимание на новом проекте Лайдона, с которым в то время связывались большие перспективы. Virgin выделили деньги на запись дебютного альбома. В процессе подготовки к записи первого альбома «First Issue» группа истратила выделенный бюджет задолго до начала записи альбома. Это отразилось на качестве материала: песни были записаны в поспешности, без какой-либо подготовки. По словам Левена, записи проходили спонтанно: «без дублей, без эффектов. Иногда даже не имея понятия, что я буду играть, готовясь сочинять на ходу».
В результате альбом состоял из восьми треков различающихся качеством звука, половина из которых были написаны и записаны в спешке. По контракту альбом должен был длиться по крайней мере тридцать минут, но группа записала 6 песен, которые в итоге были растянуты: две композиции альбома были декламацией стихотворения «Religion» с музыкой и без, а завершающая альбом «Fodderstompf» совершенно отличалась от музыки остальной части альбома. Песня была построенная вокруг плотной партии баса и необычайно высокого уровня перкуссии, монотонная 7-минутная структура «Fodderstompf» оживлялась воплями, причитаниями и бормотанием Уоббла и Лайдона, последний на 2-й минуте делится откровением: «Мы сейчас вот пытаемся закончить альбом с минимумом усилий, что нам прекрасно удаётся». Выведенный на первый план однообразный ритм идеально подходил для танца, и песня полюбилась поздним посетителям нью-йоркского диско-клуба «Studio 54». Именно в это время Лайдон объявил, что единственная современная музыка, которая его интересует это диско, а PiL это вообще танцевальная группа. Фотографом для альбома был приглашён Деннис Моррис, который также создал эмблему PiL.
Лонгплей группы был выпущен в декабре 1978 года. Несмотря на критику в прессе Великобритании, альбом хорошо продавался в Великобритании и Европе, и достиг № 22 в британских чартах. Основанной на тяжёлом даб/регги, игру Джа на бас-гитаре назвали «невозможно глубокой», а вокал Лайдона был назван «более беззвучным», чем в Sex Pistols.
Песня «Public Image», выпущенная до этого как сингл, в альбоме была воспринята как обличительная речь против Малькольма Макларена и его манипуляции Лайдоном пока тот был в Sex Pistols. Трек «Low Life» (с обвинительными строчками «Эгоист предатель», «Ты влюбилась в своего эго» и «Буржуазный анархист») также рассматривался как нападение на Макларена, однако Лайдон заявил, что текст относится к Сиду Вишесу. Песня «Religion» является презрением к католичеству; Лайдон придумал текст, когда он был в Sex Pistols, но он утверждал, что другие члены группы не желали использовать текст. Последний трек «Fodderstompf», был написан под сильным влиянием даба, включает в себя восьмиминутную игру, построенную на бас-гитаре и перкуссии. Песню играли только Лайдон, Уоббл и Уолкер. Текст включал в себя порицание общественного возмущения, а также песен о любви и подростковую апатию. Трек заканчивается звуком огнетушителя, который был использован в студии во время сессии, когда Лайдон случайно зажёг огонь.
Концертный дебют состоялся на рождество 1978 года в театре «Рейнбоу» и вызвал холодную реакцию публики, пришедшей послушать Джонни Роттена, на что Лайдон отрезал: «Если это то, что вы хотите услышать, то отвалите. Это — история».
Первый состав группы оставался вместе не более шести месяцев, записав и выпустив сингл и первый альбом, Джим Уолкер ушёл из группы в начале 1979 года. Впоследствии первый альбом группы был переименован с «Public Image» в «First Issue».

### Metal Box (1979) и Paris au Printemps (1980)
После ухода Джима Уолкера группа начала поиск нового барабанщика. Прослушивания состоялось в студии Роллерболл на Тули-Стрит, возле Лондонского моста. Дэвид Хамфри был вторым барабанщиком, которого группа отправила в студию Мэнор, в Оксфордшире, для записи двух песен, а именно «Swan Lake» и «Albatross». «Death Disco» (или «Swan Lake») была выпущена в качестве сингла в 1979 году и достигла № 20 в британском хит-параде. Другим барабанщиком был Ричард Дудэнски, он был в группе с апреля по сентябрь 1979 года. На следующей сессии группа прослушивала Мартина Аткинса, с которым была записана песня «Bad Baby». Позже он стал постоянным барабанщиком PiL, вплоть до 1985 года.
«Metal Box» состоял из трёх 12-дюймовых пластинок, упакованных в металлический контейнер (отсюда и название альбома), позднее он был переиздан в традиционной упаковке в виде двойного альбома «Second Edition». Альбом снова состоял из басовых партий в стиле даб/регги, с гладкими арпеджио гитары и с мрачным, параноидальным потоком вокала. «Metal Box» получился более удачным, чем «First Issue», тягучим и бескомпромиссным альбомом, с беспорядочно разбросанными звуками синтезатора. Дизайн альбома был создан Деннисом Моррисом, фотографом группы.
Это было не в новинку, PiL точно знали, что они делают. Все они были большими поклонниками альбома, и они поняли, упаковка, имидж и высокое качество звука было жизненно важным компонентом для того, чего они хотели добиться.
«Metal Box» часто сравнивают со смесью краут-рока с дабом и регги, и хотя PiL были поклонниками этих жанров, не было ни одной записи в тех жанрах, которые звучали бы так, как звучит «Metal Box».
Страсть и эмоции вновь были большой частью альбома, как песня «Death Disco», написанная Лайдоном для своей умирающей матери. Эмоции прожигают песню — растерянность, страх, боль. Тяжёлый трек, даже пугающий в некоторых местах, но также песня хорошо подходит для танца. Бас-партия Уоббла и гитара Левена порождают «Swan Lake», последний использовал отрывок из балета Чайковского, отсюда и название песни.
PiL провели несколько концертов и совершили своё первое американское турне. Их появление на концерте в Лос-Анджелесе было чревато обменом враждебностей между Лайдоном и зрителями. PiL заявили, что они будут работать только с местными промоутерами, противясь содействиям Warner Bros., их американскому лейблу. И для концертов в Лос-Анджелесе и Сан-Франциско, PiL согласился работать с Дэвидом Фергюсоном и его независимым лейблом CD Presents. Эта договорённость привела к тому, что группа и лейбл начали войну с Биллом Грэмом в Сан-Франциско. Грэм провёл переговоры с владельцами мест, в которых должна была выступать группа, и с правительственными чиновниками, о том чтобы лишить PiL концертов. Опасаясь общественного недовольства из-за отменённых концертов, городские власти Сан-Франциско спонсировали выступление группы в других городах.
17 мая группа появилась в подростковом шоу American Bandstand. Это была инициатива продюсеров шоу, несмотря на возражения почти всего персонала и ведущего шоу Дика Кларка. Группа также не была заинтересована в появлении в шоу, но всё-таки выступила. Они отыграли две песни «Poptones» и «Careering». Группа нарушила все правила шоу: Лайдон пел не синхронно с песней, сморкался в камеру и вытянул всю аудиторию шоу на сцену к группе, также стучал микрофоном Кларка в такт музыке. ABC, чувствуя, что шоу будет провальным, не хотели выпускать его в эфир, но продюсеры настояли на обратном. Лайдон позже прокомментировал: «Я забыл слова песни, и мне было очень трудно изображать, что я пою, поэтому пришлось импровизировать».
Когда группу попросили представиться, Джа Уоббл ответил Кларку: «Уоббл. Джа Уоббл». Они уже встречались за кулисами, по-видимому, Кларк вошел в тот момент, когда Уоббл ненадолго уснул. «Я Уоббл, а ты кто такой?» — спросил он. «Я Дик Кларк», — ответил ведущий, тогда тот сказал: «Хорошо, а теперь отвяжись!». Ходят слухи, что Дик Кларк спросил Ларри Уайта перед шоу: «Что я должен ожидать от этих мудаков?». Несмотря на хаос, Кларк позже заявил, что Лайдон перед шоу предупредил, что группа будет раздражать его.
В июне 1980 года Лайдон и Левен дали интервью NBC, в программе Тома Снайдера. Интервью было неуклюжим, и в конце шоу Снайдер извинился перед аудиторией и сказал:

Самое интересное, что я разговаривал с этими джентльменами пару недель назад, так сказать предварительное интервью, всё прошло хорошо и в интервью был большой смысл, я прочитал то интервью сегодня, но так или иначе я запутался в трансляции сегодня. Но это — вероятно, моя ошибка.
Лайдон вновь появились в шоу Тома Снайдера в 1997 году, и оба они извинились друг перед другом за то, что случилось той ночью. Лайдон пожалел его, сказав, что они тогда просто развлекались, далее интервью продолжалось в обычном режиме.
В 1980 году вышел первый концертный альбом PiL — «Paris au Printemps». Это был последний альбом группы с участием Джа Уоббла. Название альбома, группы и всех песен были переведены на французский язык. Обложка альбома была нарисована Лайдоном, на которой он изобразил себя, Левена и Жаннетт Ли.

### Flowers of Romance (1981)
Джа Уоббл покинул группу и не был официально заменён. В результате в новом альбоме группы почти не было бас-партий. Мартин Аткинс в это время занимался сольным проектом, но участвовал в записи альбом. Кит Левен в то время в значительной степени отказался от гитары, в пользу синтезаторов, взяв в руки технику, которая была уникальна. Игра Аткинса на барабанах, отсутствие бас-гитары, а также увеличение лирической абстракции Лайдона сделали этот альбом очень сложным для рок-фанатов и вызвал путаницу у прессы. Музыка состоит в основном из барабанов, вокала, конкретной музыки и петли лент (используется для создания повторов, ритмичных музыкальных образцов и плотного слоя звука). Также Левен использовал виолончель и пианино, а Лайдон — скрипку, саксофон и перкуссии.
В 1981 году группа отыграла всего лишь один концерт. В мае PiL должны были отыграть два концерта в Ритце, в Нью-Йорке. Группа играла позади экрана для проектора. К Джону Лайдону, Киту Левину и Джанет Ли присоединился новый барабанщик, 60-летний джазовый музыкант Сэм Улано, который был нанят лишь на один концерт, и никогда не слышал о группе. Лайдон издевался над публикой, которая ожидала услышать знакомый материал (или хотя бы увидеть группу). Зрители порвали экран и начали забрасывать сцену бутылками, начали опрокидывать оборудование. Организаторы очистили зал и отменили второй концерт, который был запланирован на следующую ночь.

### Commercial Zone (1983), Live in Tokyo (1983) и This Is What You Want… This Is What You Get… (1984)
В связи с постоянным вторжением полиции, а также по соображениям логистики, PiL перебрались в Нью-Йорк и наняли нового бас-гитариста Пита Джонса. Они запланировали запись нового альбома, «Commercial Zone». Появилась возможность изменения звучания. Внутренние споры в группе привели к тому, что альбом так и остался незаконченным, когда сначала ушёл Пит Джонс, а после — Кит Левен, забрав с собой демозаписи «Commercial Zone», считая, что он записывал большую часть музыки в альбоме. Лайдон и Аткинс утверждали, что Левен украл записи. Большинство рассматривают альбом как последнюю работу оригинального PiL, другие рассматривают альбом как простой набор демозаписей.
После ухода Левена и Джонса, PiL оказался без полного состава для предстоящего японского тура. Группа наняла музыкантов, которые были приняты после прослушивания Бобом Миллером и Мартином Аткинсом. После этого тура группа выпустила свой второй концертный альбом, «Live In Tokyo». Это был один из первых цифровых концертных альбомов, когда-либо записанных. Концерты были записаны на магнитофон Mitsubishi X-800 32ch. В то время таких магнитофонов было всего лишь три, и это было передовой музыкальной технологией.
После тура Джон Лайдон и Мартин Аткинс, используя сессионных музыкантов, записали альбом «This Is What You Want… This Is What You Get». Альбом состоял из пяти перезаписанных песен от «Commercial Zone» и трёх новых песен. Альбом вышел в 1984 году и стал поворотным моментом для PiL. После ухода Левена из группы, Лайдон решил, что группа станет работать в очень свободном и хорошо адаптированном рок-поп формате, и что это должно стать шагом вперёд. Разница между «The Flowers of Romance» и этим альбомом была велика. Хотя это не означает, что он не содержит сложных материалов, таких как песня «The Pardon». Этот трек возможно больше соответствует «The Flowers of Romance». Смена направления показала, что PiL отчуждал многих поклонников и критиков. «This Is What You Want… This Is What You Get» — более коммерческий ход, казалось бы, движение против их первоначальной философии, но не забывайте PiL всегда были хамелеонами, и это их устраивало. Это было просто ещё одним изменением в направлении. В истинной моде PiL было идти против течения, давая людям то, чего они не хотят, как раз в то момент, когда они думали, что знают, что они хотят.

### «This Is Not a Love Song» (1983)
Во время этого переходного периода, в 1983 году, группа выпустила сингл «This Is Not a Love Song». Поклонники группы и пресса начали порицать группу за то, что она переходит к более коммерческому стилю. Массивный слой из диско-поп и фанка с ироничным тестом. Это был самый успешный международный хит группы, который достиг № 5 британских чартах и № 12 в Нидерландах.
Перезаписанная версия с более суровым вокалом и духовыми секциями была включена в альбом «This Is What You Want… This Is What You Get».

### Album | Compact Disc | Cassette (1986)
В 1984 году Джон Лайдон выпустил сингл «World Destruction» в сотрудничестве с Африкой Бамбатой и продюсером его нового альбома, Биллом Ласвеллом. Сингл был записан при смешивании двух стилей, рок и хип-хоп музыки. Эта была первая попытка смешать два разных стиля. Чуть позже (в 1985 году) Run-D.M.C. предприняли такую же попытку, перезаписав вместе с Aerosmith их песню «Walk This Way».
Билл Ласвелл поучаствовал как продюсер и музыкант и в следующем альбоме. Альбом потерпел новое изменение в направлении диско-фанк с более естественным звуком гитары. Пуристы были возмущены, PiL обвинялись в хард-роке. Альбом возможно имел больше рока, чем все последующие альбомы, но альбом не был записан в жанре хард-рок. Свирепая гитара в некоторых местах, но в сочетании со скрипкой, органом, синтезатором, диджериду. Альбом сливает в себе совершенно новый подход в торговой марке PiL — звук и качество. Больше барабанов и новый уникальный вокал Джона Лайдона, некоторые восточные мелодии, и новое содержание. Не многие другие поп-звезды пели о постоянной угрозе конца света.
В 1986 году вышел пятый студийный альбом группы, названный «Album», «Compact Disc» или «Cassette», в зависимости от формата. Вместе с Джоном Лайдоном альбом продюсировал Билл Ласвелл, который также играл в альбоме на бас-гитаре. В альбоме использовали сессионных музыкантов, например гитариста-виртуоза Стива Вая, который позже говорил, что это его лучшая работа. Великий джаз барабанщик Тони Уильямс и легендарный барабанщик группы Cream — Джинджер Бейкер, играли в альбоме, а также Рюити Сакамото из японской электропоп-группы Yellow Magic Orchestra. Появились претензии, что название и обложка альбома были украдены у сан-франциской панк-группы Flipper, у которых был альбом с таким же названием и похожей обложкой. Flipper приняли ответные меры и назвали свой следующий концертный альбом Public Flipper Limited. Нил Перри дал альбому положительный отзыв в NME:

Это замечательно, потрясающий и столь же запутанный альбом, с замыслом, что вы никогда не ожидали услышать Лайдона при поддержке риффов металла, но в этом альбоме вы это услышите. Не везде, конечно, но в таких песнях, как «Rise» и «Ease», в последней есть две шок-хоррор минуты плюс соло на гитаре, это очень красиво. Короче говоря, Лайдон и PiL по-прежнему устраняют различные музыкальные барьеры.
В буклете к сборнику «Plastic Box» (1999) Джон Лайдон отметил, что

В некоторой степени «Album» был почти как сольный альбом. Я работал один с новой группой людей. Очевидно, самым важным человеком был Билл Ласвелл. Но именно во время записи альбома в Нью-Йорке Майлс Дейвис вошел в студию, в то время когда я пел, он встал позади меня и начал играть. Позже он сказал, что я пел так, как он играл на трубе, и это был лучший комплемент который мне говорили в жизни. Странно, но я не помню почему мы не использовали его записи.
Агрессивная энергия альбома приносит PiL новый раздел аудитории, в том числе и панк-рок фанатов, которых отпугивали первые альбомы группы. PiL, наконец, делают музыку с которой они могут быть связаны. Группа даже записала ещё один хит «Rise». PiL были выше чем когда-либо. Это было начало новой эры для группы.
К туру, организованному в поддержку альбома, Джон Лайдон собрал новую группу, в которую вошли: бывший гитарист Magazine и Siouxsie and The Banshees Джон Макгиох, мульти-инструменталист Лу Эдмондс (бывший гитарист группы The Damned), бас-гитарист Аллан Диас, который раньше играл в группе Uropa Lula, вместе с Дэвидом Ллойдом и Эндрю Эджем и бывший барабанщик The Pop Group и The Slits Брюс Смит. Шли годы и группа стал более устойчивой, их звучание начало приобретать оттенки танцевальной и поп-музыки. Лу Эдмондс вынужден был покинуть группу в 1988 году из-за проблем со слухом, Брюс Смит также ушёл из группы в 1990 году. Макгиох и Диас были участниками группы с 1986 до 1992 года, что делает их самыми продолжительным участники группы, кроме Лайдона.

### Последние альбомы: Happy? (1987), 9 (1989), The Greatest Hits, So Far (1990) и That What is Not (1992)
В этот период был рожден новый PiL II. Лайдон собрал постоянных участников группы, смесь друзей и современников, таких как Джон Макгиох и мультигитарист Лу Эдмодса. И спустя 18 месяцев они выпустили новый альбом «Happy?». Музыкально это не был огромным сдвигом в направлении, но это было прогрессивным движением. Свирепые звуки гитары были заменены на гладкие и мелодичные, также добавилось широкое использование клавишных и синтезаторов. Атмосфера таких треков как «Save Me» и «Fat Chance Hotel» были примером того, что элементы старого PiL остались и оба стиля тянут друг друга на части, чтобы сформировать новое звучание PiL. Хотя в их более ранней карьере PiL по их словам, отказывались от туров, этот состав гастролировал неустанно. В начале 1988 года они отправились в тур по США, а в конце года выступили в Финляндии и Эстонии. Группа выпустила два сингла — «Seattle» и «The Body», который являлся своего рода продолжением песни «Bodies» группы Sex Pistols. В 1989 году PiL гастролировал с New Order и The Sugarcubes как «Монстры альтернативного рока».
Девятый альбом PiL для записи Virgin Records, с соответствующим названием «9» был выпущен в мае 1989 года. Он продолжает гладко-мелодичный подход, но смешанный с модной электронной и танцевальной музыкой того времени. PiL всегда ориентировались на танцевальную музыку. Билл Ласвелл изначально должен был продюсировать этот альбом, но эта идея провалилась, потому что Ласвелл хотел заменить участников группы музыкантами сессии (как это было в случае с «Album»), но на эут идею Джон Лайдон не согласился. В итоге альбом продюсировали Стивен Хэгу, Эрик Фонгрен и PiL. В начале 1989 года группа выпустила сингл «Disappointed», который занял первое место в хит-параде Alternative Songs в США.
Через год звукозаписывающая компания решила выпустить сборник лучший хитов. Хотя поначалу неохотно, PiL в конце концов взяли под свой контроль проект и воспользовались возможностью создать альбом. «The Greatest Hits, So Far» был выпущен как двойной альбом с 14 песнями, в котором были ремиксы и одна новая песня «Don’t Ask Me», написанная специально для альбома. Неожиданный хит «Don’t Ask Me» был классической поп-песней PiL , сочетая в себе сильное производство с сильным содержанием. Лайдон утверждал, что он хотел, чтобы альбом включал 28 треков, но Virgin настояли на 14 треках. Обложку к сборнику нарисовал Редж Момбасса, сборник занял № 20 в британском хит-параде.
Их последний альбом того времени «That What Is Not» выпущенный в феврале 1992 года был возвращением к более альтернотивным и фанковым звукам. Джон Макгиох и Аллан Диас были самыми важными элементами PiL. Они были в группе в течение шести лет, выпустив очень серьёзные альбомы за это время. Группа продолжала проводить множество туров по всему миру.
Лайдон распустил группу через год после того, как Virgin Records отказался платить за тур в поддержку альбома, и Лайдону пришлось платить за тур из собственного кармана. В последний концертный тур группа отправилась в составе: Джон Лайдон, Джон Макгиох, Тед Чау (гитара и клавишные), Майк Джойс из The Smiths (барабаны), и Рассел Уэбб (бас). Аллан Диас покинул группу летом 1992 года, за несколько месяцев до как PiL сами решили взять перерыв.

### Перерыв
В 1993 году Лайдон работал над своей автобиографией, впервые опубликованной в 1995 году под названием Rotten: No Irish, No Blacks, No Dogs, а в 1996 году он собрался вместе со Стив Джонсом, Глен Мэтлоком и Пол Куком для того, чтобы отправиться в турне с Sex Pistols. В 1997 году, Лайдон выпустил сольный альбом «Psycho's Path», в котором он сам играл на всех инструментах; альбом ориентировался на жанр электронной музыки. В 1999 году вышел новый сборник PiL — «Plastic Box», который охватывал всю карьеру группы. «Plastic Box» также включал ранее не издававшийся материал, хотя в сборник не были включены песни от «Commercial Zone» или из концертных альбомов. В буклете к сборнику Джон Лайдон написал, что этот сборник представляет лишь запятую, не точку, он намерен продолжить карьеру с PiL в будущем. В 2005 году материал PiL был включён в сборник Лайдона «The Best of British £1 Notes».

### Воссоединение и This Is PiL (2012)
В сентябре 2009 года было объявлено о том, что PiL воссоединятся для пяти выступлений по Великобритании, это были их первые живые выступления за 17 лет. Лайдон финансировал их возрождение, используя деньги, заработанные им в ходе телевизионной рекламы масла Country Life.
В октябре 2009 года, Лайдон зарегистрировал частную компанию PiL Twin Limited как его новую музыкальную компанию в Великобритании.
Уоббл получил приглашение войти в группу, но с ним не удалось договориться по содержанию сет-листа и оплате. Новый состав (включая Лайдона, членов старого состава Брюса Смита и Лу Эдмондса, плюс мульти-инструменталиста Скотт Фирта) сыграли запланированные концерты в конце 2009 года. В ходе тура был выпущен концертный альбом — ALiFE 2009. В апреле 2011 года PiL начали обширный северо-американский тур, включающий выступление на фестивале Коачелла. Группа сыграла несколько концертов в Европе в июле и на Summer Sonic Festival в Японии в августе 2011 года.

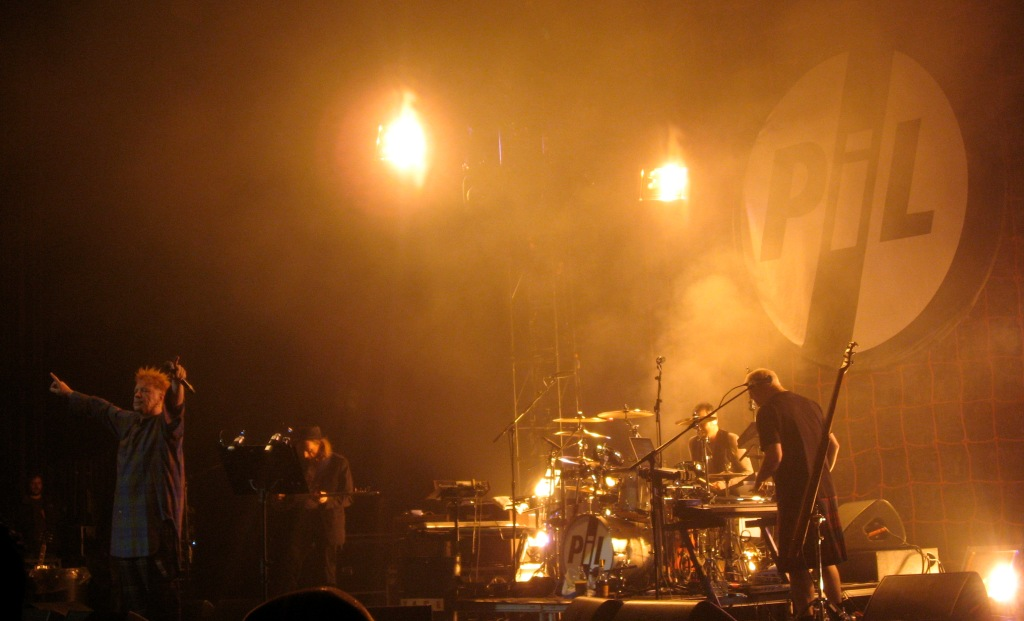
Группа на выступлении в Brixton Academy, 21 декабря 2009

В ноябре 2009 Лайдон заявил, что Public Image Ltd, возможно, приступит к записи нового студийного альбома, если команда сможет выручить достаточное количество денег с турне или от звукозаписывающей компании.
PiL отправился в Тель-Авив чтобы возглавить фестиваль Heineken Music Conference 2010 в августе 2010 года. Группа была встречена критическими отзывами за нарушения бойкота Израиля некоторыми британскими музыкантами в качестве протеста за бомбардировки Палестины. Лайдон сказал об этом: «Меня действительно возмущает предположение, что я играл для евреев-нацистов правого крыла. Если бы Элвис-мать-его-Костелло хотел выйти из концерта в Израиле, потому что он внезапно испытал сострадание к палестинцам, то это хорошо для него. Но у меня есть только одно правило, так? Пока я не увижу арабскую страну, мусульманскую страну с демократией, я не могу понять, как любой человек может иметь проблемы с тем, как они к ним относятся». В ноябре 2011 года собственный лейбл группы PiL Official Limited был официально зарегистрирован как частная компания в Британии. В 2011 году PiL заехали и в Россию. Концерт в Казани, на фестивале «Сотворение Мира» собрал тысячи зрителей. Джон Лайдон настолько проникся местной культурой, что улетев, обещал вернуться.
PiL выпустили мини-альбом «One Drop», вышедший только на виниле в конце апреля 2012 года, предшествующий их новому 12-трековому студийному альбому «This is PiL», вышедшему 28 мая. Это был их первый студийный альбом за двадцать лет. После выхода альбома, группа отправилась в турне по Великобритании и Европе (UK / Europe 2012), всего группа отыграла 22 концерта. Перед тем как отправиться в тур по Северной Америке (North American Tour 2012), группа также через свой лейбл выпустила три сингла. В Северной Америке группа отыграла 20 концертов.
2013 год группа начала с того, что сыграла три мини-тура в Китае (2 концерта), в Японии (4 концерта) и в Австралии (3 концерта). Летом группа снова отправилась в турне по Великобритании и Европе (UK / Europe 2013), в ходе которого сыграла 14 концертов. В ходе летнего тура группа снова посетила Россию, на этот раз они выступили в московском клубе «Известия Hall». Перед концертом группа выступила на вечернем шоу «Вечерний Ургант» в качестве музыкального гостя.
4 сентября 2015 года вышел новый студийный альбом PiL What the World Needs Now...

## Состав

### Текущий состав
- Джон Лайдон — вокал, мультиинструменталист (1978—1992, 2009—наши дни)
- Брюс Смит — ударные, бэк-вокал (1986—1990, 2009—наши дни)
- Лу Эдмондс — гитара, саз, банджо, клавишные, бэк-вокал (1986—1988, 2009—наши дни)
- Скотт Фирт — бас-гитара, клавишные, бэк-вокал (2009—наши дни)

### Бывшие участники
| - Кит Левен — гитара, клавишные, мультиинструменталист (1978—1983) - Джа Уоббл — бас-гитара (1978—1980) - Джим Уолкер — ударные (1978) - Вивьен Джексон — ударные (начало 1979) - Дэвид Хамфри — ударные (февраль 1979) - Ричард Дудэнски — ударные (апрель-сентябрь 1979) - Карл Бернс — ударные (сентябрь 1979) | - Мартин Аткинс — ударные, мультиинструменталист (1979—1980, 1982—1985) - Стив Нью — гитара (1980; умер в 2010) - Кен Локи — клавишные (1982) - Пит Джонс — бас-гитара (1982—1983) - Джон Макгиох — гитара (1986—1992; умер в 2004) - Аллан Диас — бас-гитара (1986—1992) |

### Персонал
- Дэвид Кроу — секретарь (1978—1981)
- Джаннетт Ли — видеооператор, администратор (1978—1983)

## Влияние
В одном из интервью Лайдон заметил: «Кто слушал бас в рок-музыке до Public Image?»

## Дискография
Студийные альбомы
- 1978 — First Issue
- 1979 — Metal Box
- 1981 — The Flowers of Romance
- 1984 — This Is What You Want… This Is What You Get
- 1986 — Album
- 1987 — Happy?
- 1989 — 9
- 1992 — That What Is Not
- 2012 — This is PiL
- 2015 — What the World Needs Now...
- 2023 — End Of World